# Ammerthal
Ammerthal là một đô thị ở huyện Amberg-Sulzbach bang Bayern nước Đức. Đô thị Ammerthal có diện tích 8,14 km², dân số thời điểm ngày 31 tháng 12 năm 2006 là 2088 người.